# Calinaga pacifica
Calinaga pacifica är en fjärilsart som beskrevs av Clayton Dissinger Mell 1939. Calinaga pacifica ingår i släktet Calinaga och familjen praktfjärilar. Inga underarter finns listade i Catalogue of Life.